# Furies (sèrie de televisió)
Furies és una sèrie de televisió de drama d'acció francesa, produïda i retransmesa per Netflix, creada per Cedric Nicolas-Troyan, Jean-Yves Arnaud i Yoann Legave, i protagonitzada per Lina El Arabi, Marina Foïs i Mathieu Kassovitz. Es va estrenar l'1 de març de 2024. Ha estat subtitulada al català.

## Repartiment
- Lina El Arabi com a Lyna Guerrab
- Marina Foïs com a Selma
- Mathieu Kassovitz com a Driss
- Steve Tientcheu com a Simon
- Quentin Faure com a Nico
- Jeremy Nadeau com a Elie
- Sandor Funtek com a Orso
- Anne Azoulay com a Mama
- Eye Haïdara com a Keïta
- Fatima Adoum com a Amythis Guerrab